# Tomitarō Horii
Tomitarō Horii (堀井富太郎, Horii Tomitarō) (1890 - Novembre de 1942) era un Shôshô (Major General) japonès, comandant del 55è Grup d'Infanteria durant la Segona Guerra Mundial.
Nascut a la provincia de Hyōgo, es graduà com a oficial d'infanteria a l'Acadèmia Militar Japonesa el 1911. Va ser assignat al Quarter General de l'Exèrcit Expedicionari de Shangai durant la batalla de Shangai del 28 de gener al 4 de març de 1932.
Promogut a coronel el 1937, i comandant de regiment dos anys després, Horii va ser nomenat comandant del 55è Grup d'Infanteri (posteriorment Força dels Mars del Sud) el 1941. Enviat a la Nova Guinea oriental, planejà un avanç per capturar Port Moresby i desembarcar a la zona de Buna-Garara al juliol de 1942, arribant a Guam i a Rabaul, on les seves tropes van assassinar 200 australians captius. Personalment, va acompanyar al I Batalló de la 144à Divisió al desembarc fàllit de Port Moresby, però el comboi invasor va haver de retirar-se durant la batalla del Mar del Corall. Després de durs combats contra les forces de defensa australianes, Horii va ser forçat a retirar-se en una campanya de 4 mesos per la via ferrea de Kokoda entre setembre de 1942 i gener de 1943, durant la que Horii caigué mentre creuaba un riu al novembre de 1942.